# Franziska Schreiber

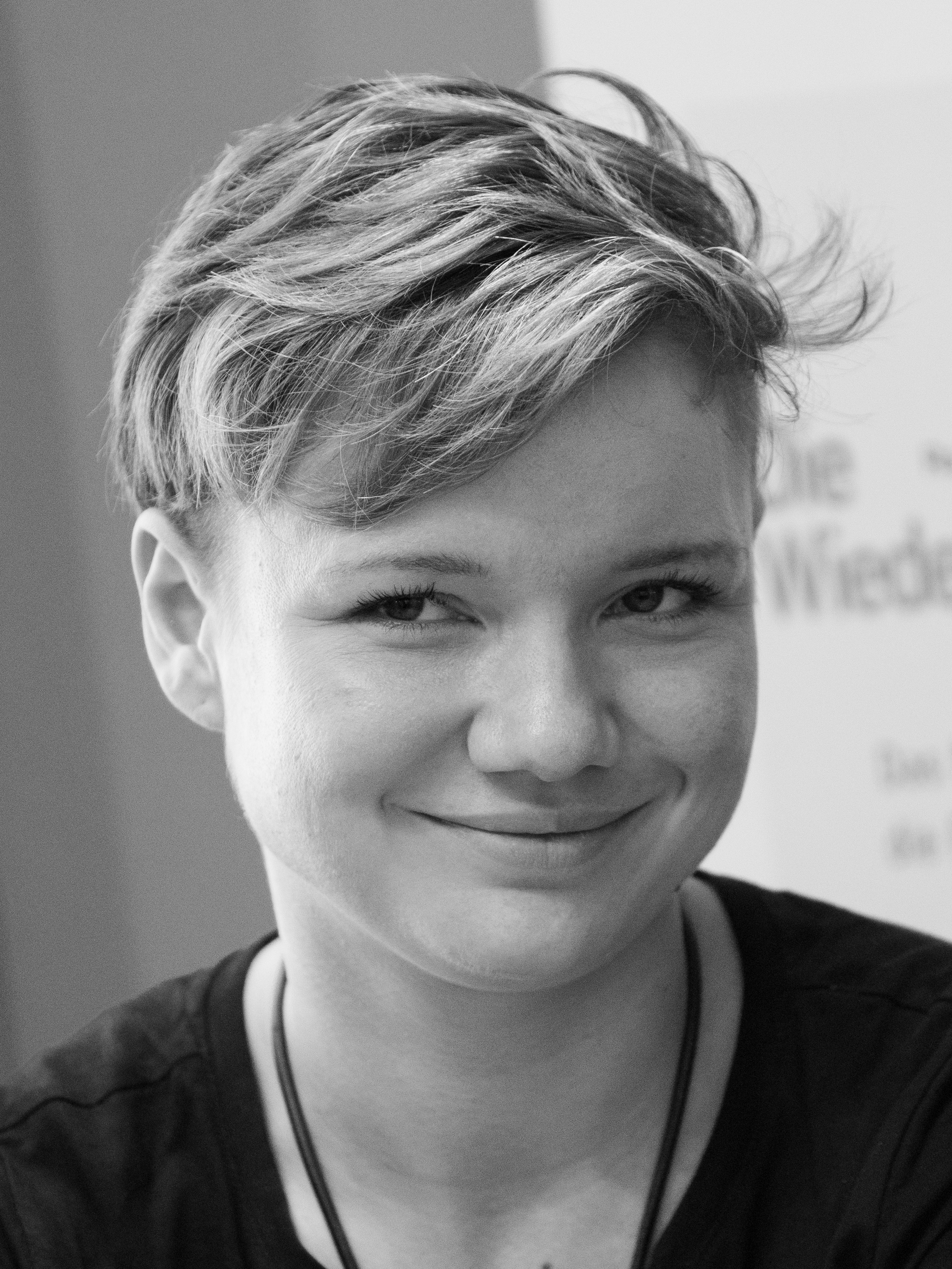
Franziska Schreiber auf der Frankfurter Buchmesse 2018

Franziska Schreiber (* Juli 1990 in Dresden) ist eine deutsche ehemalige Politikerin und heutige Autorin und Moderatorin. Sie war Vorstandsmitglied der Jungen Alternative, der Jugendorganisation der Partei Alternative für Deutschland (AfD), und ist Autorin eines autobiografischen Buches über die AfD.

## Leben
Franziska Schreiber bestand 2008 das Abitur und wuchs nach eigenen Angaben in einem politisch linken Elternhaus auf. Nach dem abgebrochenen Studium der Rechtswissenschaft studierte sie an einer Fernuniversität Politikwissenschaft. 2013 trat sie in die Alternative für Deutschland (AfD) ein und wurde ein Jahr darauf Vorsitzende der Jungen Alternative (JA) in Sachsen und stellvertretende Pressesprecherin. 2017 wurde sie Mitglied im Bundesvorstand. Kurz vor der Bundestagswahl im September 2017 trat sie aus der AfD aus und empfahl öffentlich die Wahl der FDP. Seit ihrer Buchveröffentlichung Inside AfD: Der Bericht einer Aussteigerin werden ihre Aussagen in Bezug auf Kontakte der AfD zu Rechtsextremisten und einzelner AfD-Politiker zu dem ehemaligen Präsidenten des Bundesamtes für Verfassungsschutz Hans-Georg Maaßen in Medienberichten zitiert. Von März 2019 bis August 2020 betrieb Schreiber einen YouTube-Kanal, der ein Teil des „funk“-Netzwerks von ARD und ZDF war.

## Politische Positionen
Schreiber bezeichnet sich selbst als libertär und Minarchistin. Erste Bekanntheit erlangte sie im Mai 2015 durch einen Beitrag auf Facebook, in dem sie gegen das Gesetz zur Holocaustleugnung argumentierte, da sie für grenzenlose Meinungsfreiheit sei. In einem Interview mit der Zeit Anfang 2017 vertrat sie weiterhin die Meinung, dass man „ekelhafte Sachen“ sagen dürfen sollte. Sie ergänzte jedoch, dass das Aufheben des entsprechenden Gesetzes in einer Zeit von steigendem Antisemitismus eine „Taktlosigkeit“ wäre und dass sie ihren Beitrag – eine „blöde Sache“ – bereue. Sie kritisierte Anfang 2017 zudem „Multi-Kulti-Schmalz“ in der Handlung des Kinderfilms Bibi und Tina 4.
Ihr Entschluss, die AfD zu verlassen, reifte nach Angaben der Berliner Morgenpost im September 2017 mit dem Antrag auf eine „Beistandserklärung mit dem Nahost-Staat“ Israel, der vom AfD-Parteitag in Köln mehrheitlich abgelehnt wurde. Schreiber – die sich schon per Twitter proisraelisch äußerte – erkannte demnach eine Strategie: „Höcke, Gauland und die anderen versuchen, mit möglichst radikalen Aussagen liberale Mitglieder aus der Partei zu drängen.“ Sie wüssten, „dass sie mit den Moderaten innerparteilich keine Mehrheit bekommen“. Ferner stimmt Schreiber mit der Position Christian Lindners überein, die von Russland okkupierte Krim „zunächst als dauerhaftes Provisorium“ anzuerkennen. Sie beschäftige sich mit „Männerrechten“, wobei sie Kritikerinnen „Penisneid“ vorwarf. Sie plädierte zudem für das Recht von Frauen, Schusswaffen zur „Selbstverteidigung“ zu tragen, und nannte dies den „letzten notwendigen Schritt zur Emanzipation“.
In Bezug auf die Flüchtlingskrise sagte Schreiber im August 2018 in einem Fernsehinterview in Stern-TV, der politische Slogan einer „Grenzöffnung“ seitens Angela Merkels sei zu ihrer Zeit innerhalb der Partei gezielt erfunden worden: „Wir haben ganz bewusst das Narrativ gesetzt, dass Merkel die Grenzen geöffnet hätte. Das ist ja nie passiert. Das haben wir uns als Funktionäre in der AfD-Jugendorganisation ausgedacht.“ In dem Zusammenhang verweist sie auf die geöffneten Binnengrenzen in der EU durch das Schengener Abkommen 1995 vor Merkels Amtszeit.

## Inside AfD: Der Bericht einer Aussteigerin
Mediales Aufsehen erregte ihr Buch Inside AfD: Der Bericht einer Aussteigerin, das im August 2018 im Europa Verlag veröffentlicht wurde. Darin beschreibt sie die AfD aus Sicht eines ehemals aktiven Parteimitglieds. Ein zentraler Inhalt ist dabei, dass sich die AfD seit ihrer Gründung und während Schreibers aktiver Zeit durch Marginalisierung eines von ihr so bezeichneten liberalen Flügels radikalisiert habe und nun eine rechtsradikale Partei sei. Diese Radikalisierung habe ihren Ausstieg verursacht.

### Inhalt (Auszüge)
Der Deutschlandfunk zitierte einige Passagen aus Schreibers Veröffentlichung, wie etwa: „Hier stand die wahre FDP, eine, dem Staat, dem System kritisch begegnende frische Partei. Sie wollte Bürgerbeteiligung einführen, Korruption bekämpfen, sie plädierte für Volksbefragungen“, und fuhr fort: „Ein Aufschrei derer, die nicht einverstanden sind mit dem Geschehen der vergangenen 28 Jahre, ein Hilferuf. […] Ohne Scham, ohne Rücksicht auf politische Korrektheit stellt die AfD sich dem übermächtigen arroganten System und den von ihr kontrollierten Medien.“ Nach dem Sturz Bernd Luckes stellte sie aber fest: „Wir sehnten Shitstorms geradezu herbei […] Wer trifft den provokantesten, gerade noch verfassungskonformen Ton? Wer erntet das lauteste Empörungsgeschrei? Es ging darum, ein Thema so auf die Spitze zu treiben, dass unsere Anhänger jubelten, die Presse sich maximal echauffierten […] und die Justiz keinen Anhaltspunkt fand.“ Heute bestehe die AfD nach Angaben Schreibers „zu 15 Prozent aus Neonazis, 20 Prozent Nationalromantischen mit Kaiserreichsaffinität und 15 Prozent Mitläufern. Dem steht ein gebeuteltes, zerstrittenes liberales Lager ohne charismatische Führung gegenüber. Wer soll die Rechten aufhalten?“
In der Huffington Post zitierte Schreiber weitere Passagen aus ihrem Buch wie: „Wer eine andere Meinung äußert, ist offenbar fehlinformiert. Wer innerhalb der AfD eine andere Meinung äußert, ist Karrierist oder U-Boot“, und schilderte Kontakte per Facebookgruppen zu Konservativen innerhalb der Unionsparteien CDU/CSU sowie der FDP. So sagte sie, dass die AfD Sachsen „schon immer“ über gute Kontakte mit einigen Landtagsabgeordneten der CDU Sachsen verfüge. Sie wisse, dass die ostdeutsche CDU kaum „Berührungsängste hätte“. Heute sei die „AfD keine liberale Partei mehr, als die sie 2013 gegründet wurde, auch keine konservative. Sie ist reaktionär, und ein beträchtlicher Teil der Mitglieder ist extrem nationalistisch.“ Sie sei eine „Partei der gelebten Fremdenfeindlichkeit“ und lehne das „System“ ab; ihre „maßgeblichen Führungsfiguren betreiben den Umsturz“, was viele Wähler bisher nicht ernst nähmen – wie offenbar auch Mitglieder der „Systemparteien“ und der „weiter schrumpfende[n] Minderheit der eigentlich demokratisch gesinnten AfDler“.

### Rezeption
Besondere Beachtung fand Schreibers Behauptung, dass die ehemalige Parteivorsitzende Frauke Petry von Hans-Georg Maaßen, dem Präsidenten des Bundesamtes für Verfassungsschutz, beraten worden sei. Diese Behauptung untermauerte sie nach dem Dementi des Bundesamtes mit einer eidesstattlichen Erklärung. Der österreichische Extremsportler Felix Baumgartner widersprach der Andeutung des Buches, dass er für die AfD gespendet habe.
Das Buch belegte in der ersten Woche nach Erscheinung in der Spiegel-Sachbuchbestsellerliste Hardcover Platz 37 und stieg in der zweiten Woche auf Platz 8. Die erste Ausgabe war Ende August 2018 vergriffen.

### Rechtsstreit
Franziska Schreiber behauptet in Inside AfD: Der Bericht einer Aussteigerin, dass der Thüringer AfD-Landesvorsitzende Björn Höcke zusammen mit dem rechten Verleger Götz Kubitschek Ansprachen von NS-Propagandaminister Joseph Goebbels analysiere und diese als Vorlagen für seine Reden verwende. Als Quelle für diese Aussage gibt sie Dimitrios Kisoudis an, einen früheren Mitarbeiter des Europaabgeordneten Marcus Pretzell. Kisoudis habe ihr davon bei einem Treffen in Brüssel erzählt. Kisoudis selbst bestritt entsprechende Äußerungen und kündigte hiergegen rechtliche Schritte an. Auch der Verleger Götz Kubitschek bezeichnete diese Aussage als „Verleumdung“ und stellte ebenfalls juristische Schritte in Aussicht. Am 19. September 2018 untersagte das Landgericht Halle die weitere Verbreitung der Behauptung in einem noch nicht rechtskräftigen Urteil, da die entsprechende Passage die Persönlichkeitsrechte Kubitscheks verletze.

### Kritik
Schreiber wird parteiintern, aber auch in Pressekommentaren zum Teil vorgeworfen, Parteiaustritt und Buchveröffentlichung aus rein taktischen und machtpolitischen bzw. karrieristischen Aspekten vorgenommen zu haben, da sie ohne Frauke Petry keine Zukunft in der Partei gehabt hätte.
David Begrich nannte in einer Buchkritik in Der Freitag ihre Enthüllungen weder exklusiv noch unbekannt und „Erfahrungen, Enttäuschungen und Entscheidungen“ so dargestellt, „dass der Einstieg in das rechte Milieu plausibel und sinnstiftend erscheint“. Dieser werde mit dem „Verweis auf die eigene vormalige Naivität, die Umstände und Gelegenheitsstrukturen des eigenen Handelns“ reduziert. Auch inhaltlich bleibe Schreiber einen „nicht nur emotional-persönlich begründeten Bruch mit Ideologie und Praxis des skizzierten Milieus“ schuldig, wie viele vor ihr. Was „in den Medien als Enthüllung durchgeht“, sei im Kern keine. Sie schildere „die Machtkämpfe rund um den Prozess der Radikalisierung der AfD zutreffend“, aber ordne sie „politisch unzureichend“ ein. Zu sehr stünden „bei ihr die Charaktereigenschaften führender AfD-Funktionäre im Vordergrund“. Eine politische Auseinandersetzung könne dies „nicht ersetzen“. Etwa zur Mitte des Buches werde zudem klar, „dass die Autorin das Wechselwirkungsverhältnis zwischen neurechten Netzwerken und der AfD weder überblickt noch politisch einordnen kann“.
Lazar Backovic hält im Handelsblatt das Buch dennoch für wichtig, „weil da erstmals jemand öffentlich spricht, der Zugang zum engsten Parteizirkel hatte und daraus Innenansichten liefert“. Er kritisiert jedoch, dass man den Eindruck habe, „da ist eine, die sich den Anstrich einer Geläuterten gibt, die passiv hinnahm, wie sie sich zusammen mit der Partei radikalisierte[,] und erst viel zu spät bemerkte, was eigentlich passierte“. Sie unterstreiche liberale Positionen mehrfach, sei aber dennoch politisch nicht zu verorten und nähre zudem „auch teils fragwürdige Thesen“. So hätte die AfD nur deshalb so viele Rechte angezogen, „weil die Medien sie national und rechts nannten“, und man wüsste gerne, „wie viel von solchen Aussagen noch Spätfolgen ihrer politischen Vergangenheit sind oder ehrliche Meinung ist“.

### Auftritt Schreibers in Russland
Auf Vermittlung von Veronika Krascheninnikowa, ehemalige Duma-Abgeordnete der Kremlpartei Einiges Russland und zudem Mitglied des Obersten Rats der Partei, trat Schreiber 2019 vor der russischen Gesellschaftskammer auf, laut MDR „eine Art Sammelbecken für handverlesene Mitglieder der Zivilgesellschaft und der politischen Elite“. Ihre Rede wurde von der russischen Wirtschaftszeitschrift Expert abgedruckt. Schreiber warf darin Teilen der AfD eine Nähe zum Nationalsozialismus vor. Weder für Russland noch für andere Länder könne die AfD ein verlässlicher Partner sein.

## Werke
- Inside AfD. Der Bericht einer Aussteigerin. Europa Verlag, München 2018, ISBN 978-3-95890-203-9.[33]
- Entwaffnet sie! Die Strategien von AfD und Co. erkennen und bekämpfen. riva, München 2021, ISBN 978-3-7423-1643-1.